# Malala Yousafzai

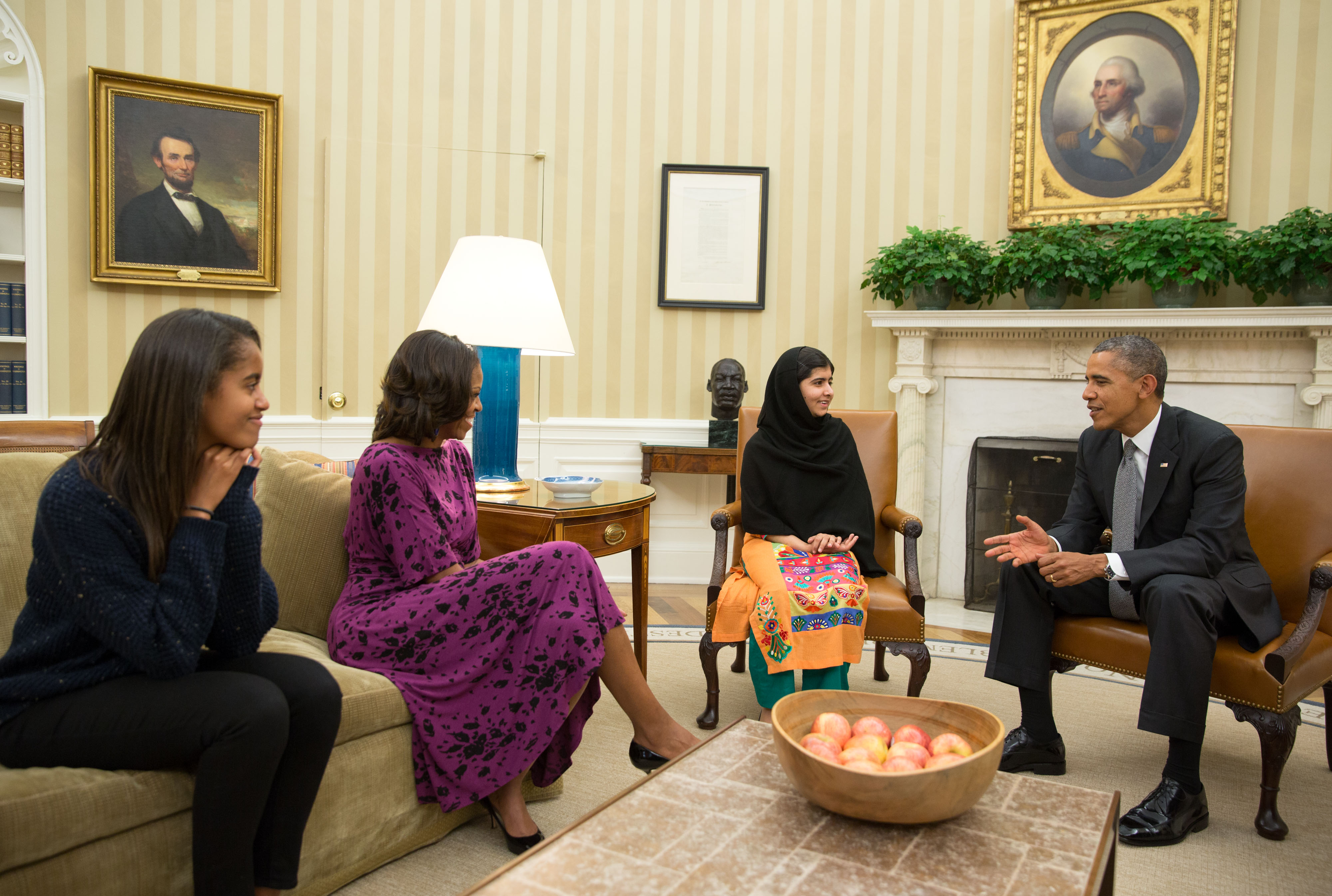
Malala Yousafzai w Białym Domu 11 października 2013

Malala Yousafzai (paszto ملاله یوسفزۍ, Malālah Yūsufzay; urdu ملالہ یوسف زئی, Malālah Yūsufzay; ur. 12 lipca 1997 w Mingorze) – pakistańska działaczka na rzecz praw kobiet, zwłaszcza na rzecz ich prawa do nauki, laureatka Pokojowej Nagrody Nobla (2014).

## Życiorys
Malala urodziła się 12 lipca 1997 roku, w prowincji Swat (znanej też jako Szwajcaria Wschodu) w rodzinie niższej klasy średniej. Jest córką Ziauddina Yousafzaia i Tor Pekai Yousafzai. Jej ojciec jest poetą, nauczycielem i założycielem sieci prywatnych szkół. Ponieważ rodzina nie miała dość pieniędzy na poród w szpitalu, dlatego Yousafzai urodziła się w domu z pomocą sąsiadów. Otrzymała imię Malala (co oznacza „pogrążony w smutku”) po Malalai z Maiwand, poetce z plemienia Pasztunów, wojowniczce z południowego Afganistanu. Jej nazwisko, Yousafzai, to imię dużej pasztuńskiej konfederacji plemiennej, która dominuje w pakistańskiej Dolinie Swat, gdzie dorastała. W jej domu w Mingorze mieszkała ze swymi dwoma młodszymi braćmi, Khushalem,  Atalem, i rodzicami. To, że w kulturze pasztuńskiej dziewczynki nie miały takich samych praw jak chłopcy, nie stanowiło przeszkody dla jej ojca. Zawsze powtarzał, że: „Malala będzie wolna jak ptak”.
Na początku 2009 roku zaczęła pisać na blogu pod pseudonimem Gul Makai o swoich doświadczeniach jako uczennica w Wadi-e Swat, jak talibowie zmuszają do zamykania szkół prywatnych po wprowadzeniu zakazu edukacji dziewcząt. Za swoją działalność została nominowana do wielu nagród i zdobyła pierwszą nagrodę Pakistan’s First National Peace Prize. W dniu 9 października 2012 roku została postrzelona w głowę i szyję przez zamachowców talibów. Oprócz niej w ataku ucierpiały jeszcze dwie dziewczyny: Kainat Riaz i Shazia Ramzan.
W 2013 otrzymała nagrodę Anny Politkowskiej, Międzynarodową Dziecięcą Nagrodę Pokojową, Nagrodę Simone de Beauvoir oraz Nagrodę Sacharowa
10 października 2014, wraz z Kailashem Satyarthim, otrzymała Pokojową Nagrodę Nobla, będąc najmłodszą osobą wyróżnioną w jej historii. W uznaniu swojej działalności 29 października 2016 została odznaczona Orderem Uśmiechu i tym samym została najmłodszą wyróżnioną w jego historii. Jej imieniem został nazwany park w Cubillos del Sil we wspólnocie autonomicznej Kastylia i Leon.
W 2017 otrzymała polską Odznakę Honorową za Zasługi dla Ochrony Praw Dziecka.
W 2017 roku napisała książkę dla dzieci Malala’s Magic Pencil. Opowiada ona historię życia Malali i niesie ze sobą przesłanie: „Jedno dziecko, jeden nauczyciel, jedna książka i jedno pióro może zmienić świat.” Książka ukazała się na polskim rynku nakładem Wydawnictwa Tekturka. Jej premiera miała miejsce 28 listopada 2018 roku. Polski tytuł książki brzmi: Malala i jej czarodziejski ołówek.
W 2021 roku poślubiła Assera Malika, który kieruje narodową drużyną krykieta Pakistan Cricket Board.